# سوسکچه‌های قارچ‌خور زنوسروس
سوسکچه‌های قارچ‌خور زنوسروس(نام علمی: Xenocerus) نام یک سرده از تیره سوسکچه‌های قارچ‌خور است.